# Ministerio del Interior (Serbia)

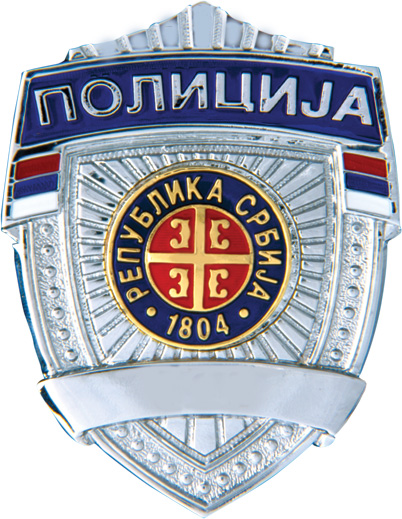
Insignia de la policía Serbia

El Ministerio del Interior de Serbia (en serbio: Mинистарство Унутрашњих Послова o Ministarstvo Unutrašnjih Poslova) es un organismo gubernamental responsable de los servicios policiales locales y la legislación nacional de Serbia. Cuenta con numerosas dependencias municipales y distritos en todo el país. Sus principales responsabilidades incluyen: la prevención del delito, la detención de criminales, investigaciones, control aduanero y fronterizo, lucha contra el terrorismo, lucha contra la corrupción, lucha contra el narcotráfico y operaciones de socorro. El Ministerio también es responsable de la emisión de pasaportes e identificación personal de ciudadanos.

## Organización
Ministerio de Asuntos Interiores
- Gabintetes del Ministerio:
  - Oficina de planificción estratégica
  - Oficina para la cooperación internacional e integración europea
  - Oficina de quejas y reclamaciones
  - Oficina de cooperación con los medios
- Servicio de control interno
- Secretaria del estado
- Secretaria:
  - Departamento de normativa legal y asuntos legales generales
    - Departamento de asuntos de normative legal
    - Departamento de asuntos jurídicos

  - Departamento de la vivienda
- Directorio de la policía:
  - Departamento de policía de investigación criminal
  - Departamento de policía
  - Departamento de seguridad
  - Unidad de protección
  - Departamento de la policía de tráfico
  - Departamento de la policía fronteriza
  - Departamento de asuntos internos
  - Centro de operaciones
  - Departamento analítico
  - Departamento de información tecnológica
  - Departamento de conexión y criptografía
  - Departameno de coordinación para Kosovo y Metohija
  - Departamento regional de policía
- Financiación, recursos humanos y sección de asuntos mixtos:
  - Departamento de recursos humanos
  - Departamento de comixión mixta de asuntos
  - Departamento de nutrición y alojamiento
  - Department para la formación y capacitación profesional, desarrollo y ciencia
- Sector interno de control de la policía

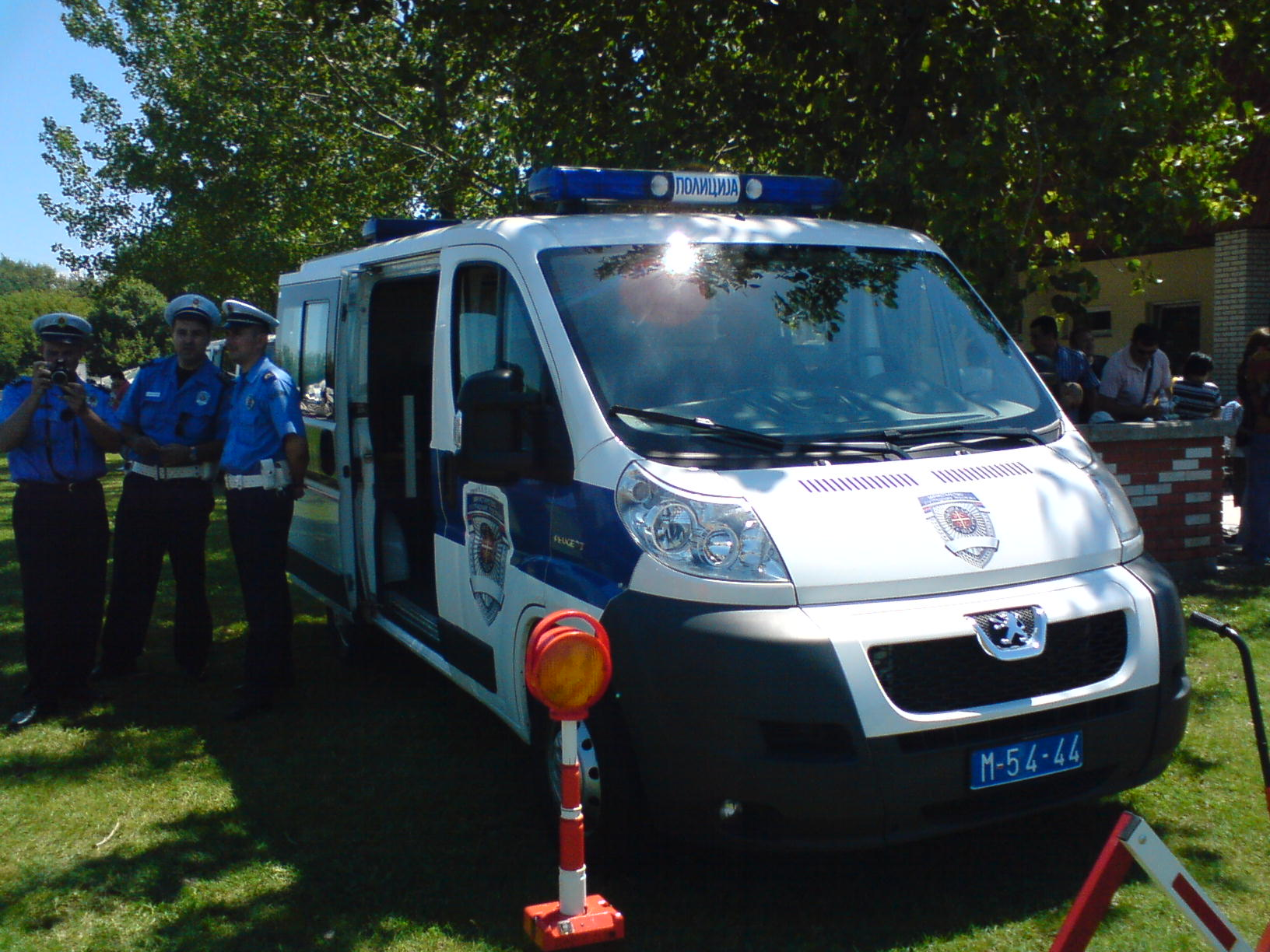
Policía Serbia Peugeot Boxer 330

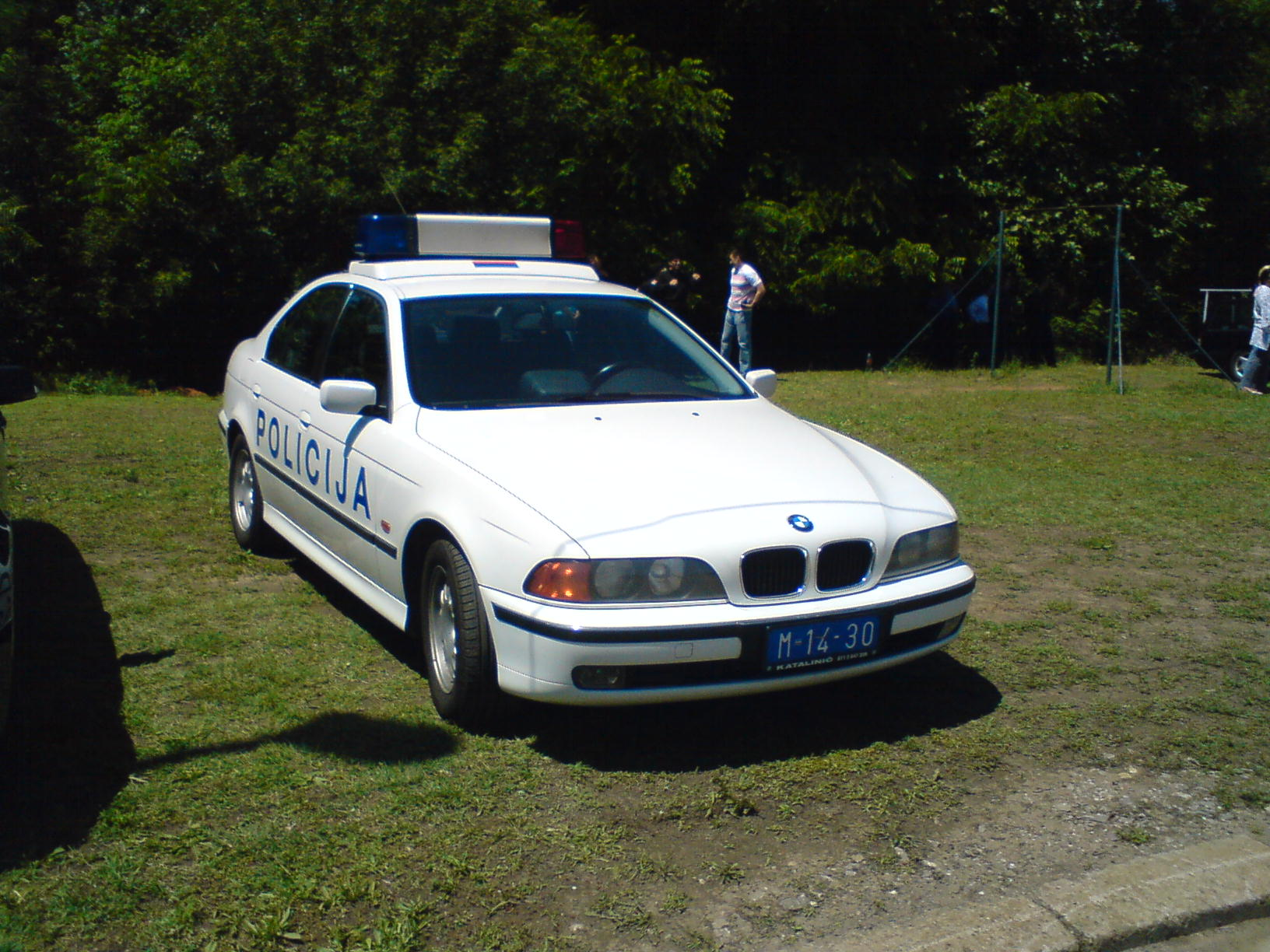
Policía Serbia BMW 5

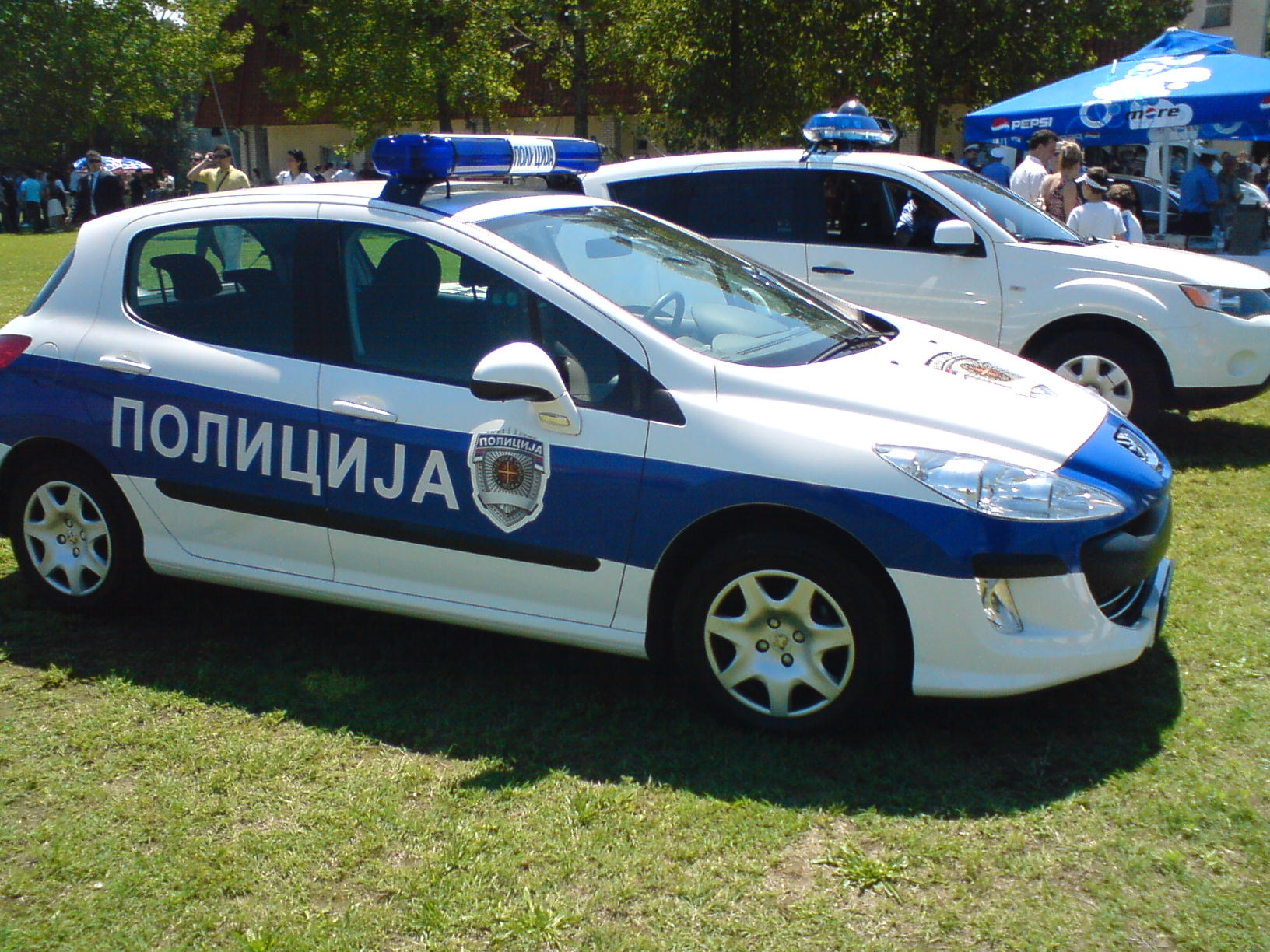
Policía Serbia Peugeot 308

- Sector de búsqueda y rescate

### Unidades especiales
- Gendarmería
- Unidad Especial Antiterrorista
- Unidad Antiterrorista
- Unidad de Helicópteros

### Vehículos

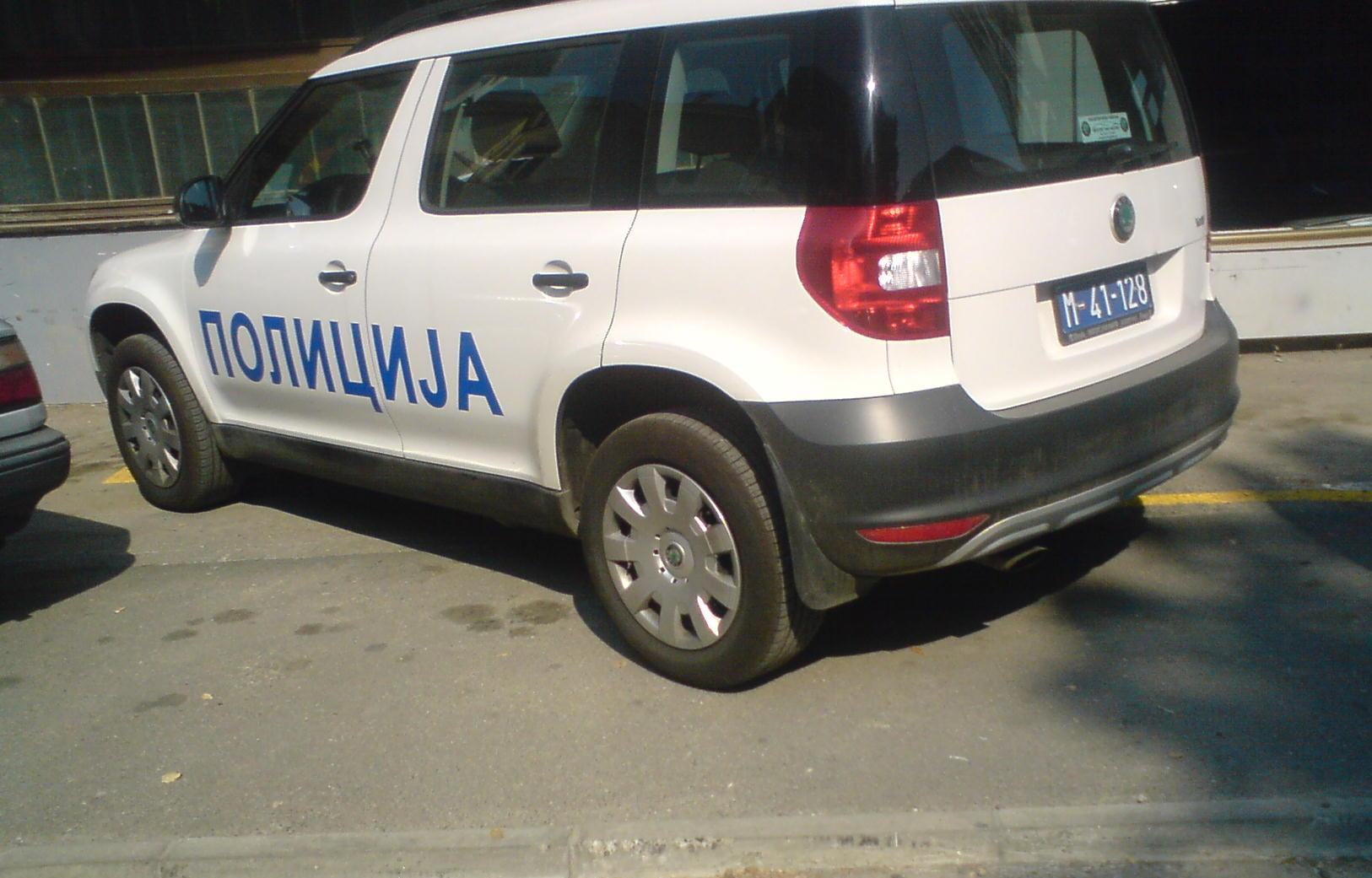
Škoda Yeti de la Policía Serbia

- Fiat Ducato III
- Fiat Grande Punto
- Peugeot 307
- Peugeot 308 2011 Facelift
- Volkswagen Golf VI
- BMW Serie 5
- Peugeot Boxer
- Volkswagen Crafter
- Mercedes-Benz Sprinter
- Volkswagen Polo Mk5
- Skoda Yeti

### Helicópteros
- Bell 206 - 8
- Bell 212 - 3
- Aérospatiale Gazelle - 10
- Sikorsky S-76 - 1

### SBPOK
El Servicio de Lucha Organizada contra la Delincuencia, (SBPOK), es una estructura estable de los servicios de la policía (Sector de Seguridad Pública) que depende directamente de él, como la unidad policial que depende directamente de su funcionamiento sólo en el plano político. [Clarifique] La intención era reclutar a algunos de los mejores y más experimentados investigadores de Serbia para SBPOK. Ellos son considerados como la mejor unidad contra el crimen organizado en el este y sur de Europa